# Guido Pepoli
Pour les articles homonymes, voir Pepoli.
Guido Pepoli (né à Bologne, en  Émilie-Romagne, Italie, alors dans la États pontificaux, le 6 mai 1560, et mort à Rome en juin 1599) est un cardinal italien du XVIe siècle. Sa famille est apparentée à celle du pape Grégoire XIII.

## Repères biographiques
Guido Pepoli étudie à l'université de Sienne. Il est référendaire au tribunal suprême de la Signature apostolique, protonotaire apostolique participantium, clerc de la Chambre apostolique, secrétaire apostolique et trésorier général du Saint-Père.
Pepoli est créé cardinal par le pape Sixte V lors du consistoire du 20 décembre 1589.
Le cardinal Peopoli  participe aux deux conclaves de 1590 (élection d'Urbain VII et de Grégoire XIV) et aux conclaves de 1591 (élection d'Innocent XI) et de 1592 (élection de Clément VIII).